# Geraea
Geraea là một chi thực vật có hoa trong họ Cúc (Asteraceae).

## Loài
Chi Geraea gồm các loài: